# Bruce Maccabee
Bruce Sargent Maccabbe, né le 6 mai 1942 à Rutland dans le Vermont et mort le 10 mai 2024 à Lima dans l'Ohio, est un physicien et ufologue américain.

## Biographie
Bruce Maccabee obtient une licence de physique à l'institut polytechnique de Worcester, dans le Massachusetts, continuant ses études à l'American University de Washington où il passe sa maîtrise puis son doctorat.
Il commence sa carrière en intégrant, en 1972, le Naval Ordnance Laboratory, une division de l'US Navy. Il y travaille au traitement et à l'analyse des données optiques, participant à différents programmes comme l'Initiative de défense stratégique et la défense antimissile. Il prend sa retraite en 2008.
C'est aussi un pianiste, se produisant en public à plusieurs reprises.
Il meurt à son domicile de l'Ohio à l'âge de 82 ans.

## Ufologie
Maccabee s'intéresse aux phénomèness aérospatiaux non identifiés à la fin des années 1960 et rejoint alors le National Investigations Committee On Aerial Phenomena (NICAP) auquel il collabore jusqu'en 1980, date de la dissolution de cet organisme.
Il étudie de nombreux cas d'ovnis comme les photographies de McMinnville (1950), l'incident de Denali (1986) ou les lumières de Phoenix (1997), appliquant à l'analyse des photos les techniques qu'il utilisait largement pour ses travaux d'optique dans l'US Navy,.
Il est l'auteur ou le coauteur de plus d'une centaines d'articles et d'une demi-douzaine d'ouvrages sur l'ufologie. Il figure dans des documentaires ou des émissions de télévision américains consacrés aux ovnis.